# Гарбузов Валерій Миколайович
Валерій Миколайович Гарбузов (нар. 1960, Псков) — російський політолог, історик, директор Інституту США і Канади РАН (2016—2023).

## Освіта і вчені ступені
Закінчив Псковський державний педагогічний інститут (1982) та аспірантуру Ленінградського державного педагогічного інституту імені А. В. Герцена (1990). Кандидат історичних наук (1990, тема дисертації: «Антивоєнний рух в США (1981—1988)»). Доктор історичних наук (2000, тема дисертації: «„Рейганівська революція“ — теорія і практика американського консерватизму (1981—1988)»). Професор.

## Наукова та педагогічна діяльність
У 1982—1985 працював вчителем історії середньої школи № 1 р. Пскова, відродив роботу шкільного музею, отримав для нього унікальні матеріали у письменника В. О. Каверіна, академіка А. А. Летавета, родичів академіка В. К. Кікоїна.
У 1985—2000 працював у Псковському державному педагогічному інституті (асистент, старший викладач, доцент, старший науковий співробітник, з 1993 по 2000 — завідувач кафедрою загальної історії). За його ініціативою і при активній участі почав видаватися науково-практичний історико-краєзнавчий журнал «Псков».
У 1997 у видавництві Псковського Центру «Відродження» завдяки міжнародних наукових зв'язків Ст. Н. Гарбузова та фінансової підтримки Міністерства освіти і культури Австрії вийшов перший випуск альманаху «Метаморфози історії». В редакційну колегію першого випуску альманаху увійшли вчені Нідерландів, Австрії, низки університетів і педінститутів Росії. Був відповідальним редактором перших двох номерів альманаху. В даний час є заступником голови редакційної ради «Метаморфоз історії».
У 1997—1998 стажувався в Університеті Теннессі (Knoxville, штат Теннессі, США) як стипендіат програми «Фулбрайт».
З 2000 — в Інституті США і Канади РАН, завідувач відділом внутрішньополітичних досліджень.
З 2001, одночасно, працює на посаді професора факультету світової політики Державного університету гуманітарних наук, читає курс лекцій «Новітня історія країн Європи та Америки». З січня 2003 — перший заступник декана цього факультету, завідувач кафедри регіонознавства.
У 2006 обраний заступником директора Інституту США і Канади РАН (ИСКРАН) .
16 грудня 2015 р. В. Н. Гарбузов висунутий кандидатом на посаду керівника ИСКРАН Вченою радою ИСКРАН і академіками РАН А. М. Васильєвим, Ст. Ст. Журкиным і С. М. Роговим.
З 22 грудня 2015 р. призначений виконуючим обов'язки директора Інституту США і Канади РАН.
24 лютого 2016 р. В. Н. Гарбузов обраний директором ИСКРАН на загальних зборах співробітників інституту .

## Праці
Монографії
- «Рейганівська революція»: теорія і практика американського консерватизму. 1981—1988. СПб. — Львів, 1999.
- Олександр Хейг, або Три кар'єри одного генерала. М., 2004.
- Революція Рональда Рейгана. М., 2008.

Деякі наукові статті
- Консерватизм: поняття і типологія (історіографічний огляд) // Поліс. 1995. № 4.
- Метаморфози американського консерватизму // США — Канада. 2000. № 10. С. 15—31
- Адміністрація Джорджа У. Буша // США — Канада. 2001. № 4.С.18-34
- Філософія «жалісливого консерватизму» // США — Канада. 2002. № 3.
- Американська політична рівновага (за підсумками виборів 2002 р.) // США — Канада. 2003. № 2. С. 3-26.